# Gulag

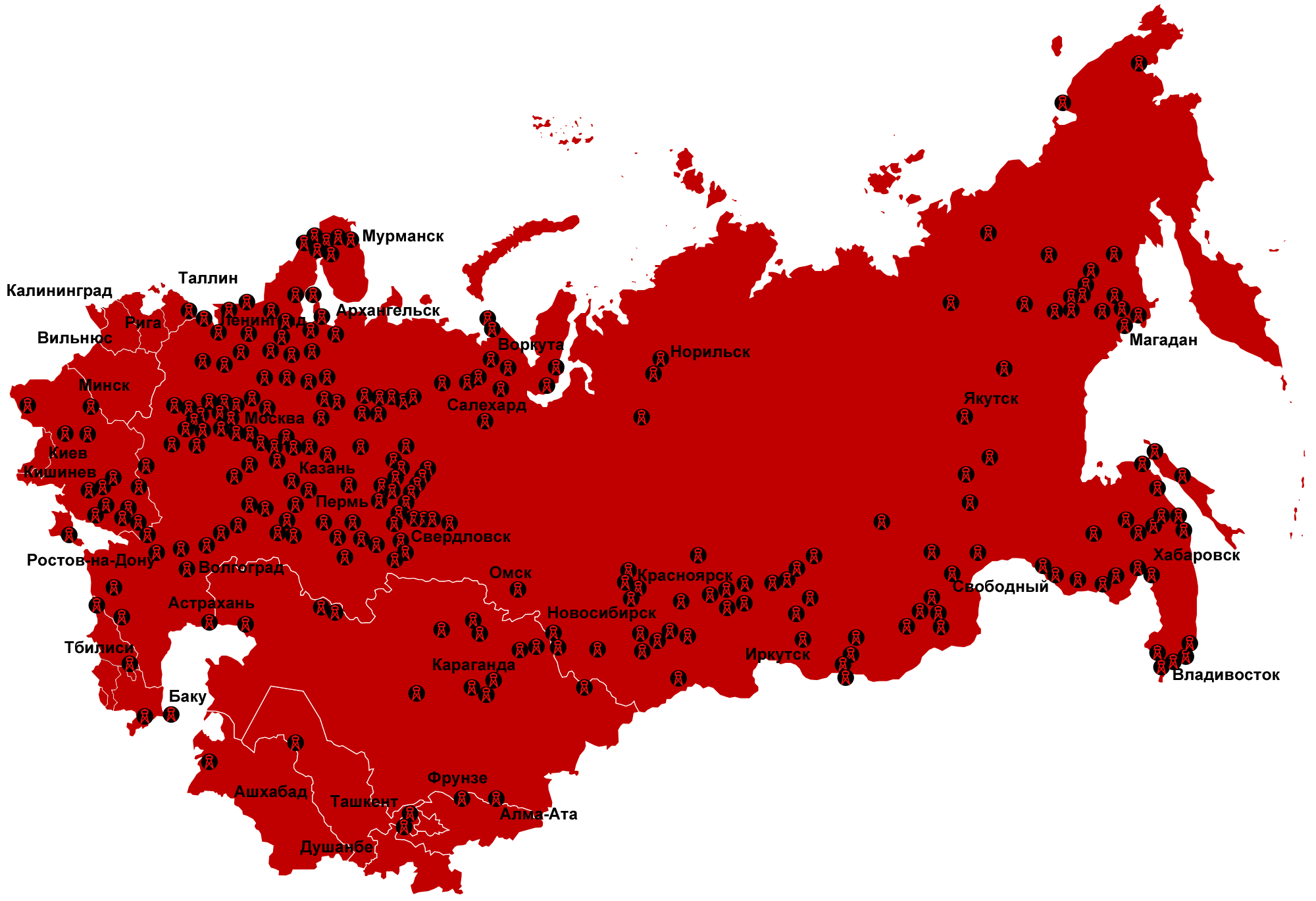
Carta del Gulag, 1930-1960 (elaborata dall'associazione Memorial)

Il Gulag (pronuncia: /ɡuˈlaɡ/; in russo ГУЛаг - Главное управление исправительно-трудовых лагерей?, Glavnoe upravlenie ispravitel'no-trudovych lagerej ,"Direzione principale dei campi di lavoro correttivi") è stato il ramo della polizia politica dell'URSS che istituì il sistema penale dei campi di lavoro forzato, sostituendo il precedente sistema carcerario zarista. Benché questi campi fossero stati pensati per la generalità dei criminali, il sistema è noto soprattutto come mezzo di repressione degli oppositori politici dell'Unione Sovietica.
Complessivamente circa 18 milioni di persone, non solo sovietici, sono passati dai campi. Il numero massimo di prigionieri fu raggiunto nel 1950 con circa 2,5 milioni di reclusi. Il tasso di mortalità nel Gulag prima della seconda guerra mondiale oscillava tra il 2,1% e il 5,4%, picco massimo registrato nel 1933. Durante la seconda guerra mondiale, nel contesto delle scarse condizioni di vita dei prigionieri, si raggiunse un tasso del 24,9%. Nei primi anni '50 il tasso calò intorno allo 0,9% fino a raggiungere lo 0,4% nel 1956.
Fino alla dissoluzione dell'Unione Sovietica non vi erano dati certi sui decessi dei reclusi e diversi media occidentali ipotizzarono diversi milioni di morti, alcuni anche in maniera funzionale alla propaganda anticomunista. Secondo i documenti degli archivi sovietici, dove erano stati catalogati gli internati e i decessi, fra il 1930 ed il 1956 si sarebbe registrato un totale di 1.606.748 morti, dei quali 932.268 (il 58% del totale) nel periodo 1941-1945, su circa 18 milioni di persone che, secondo gli storici più accreditati, sono passate nei campi del gulag.

## Storia

### Origini
Un sistema di campi di lavoro esisteva in Russia già dal '600, col nome di Katorga, dove si recludevano criminali comuni e oppositori politici anti-zaristi (lo stesso Stalin fu internato in un Katorga tra il 1913-1917).
Durante la rivoluzione bolscevica Lenin ordinò la liberazione dai Katorga dei prigionieri anti-zaristi. I bolscevichi, nei primi anni '20, durante la guerra civile russa, aprirono il Lager Soloveckij, dove detenevano i prigionieri di guerra.

### I campi

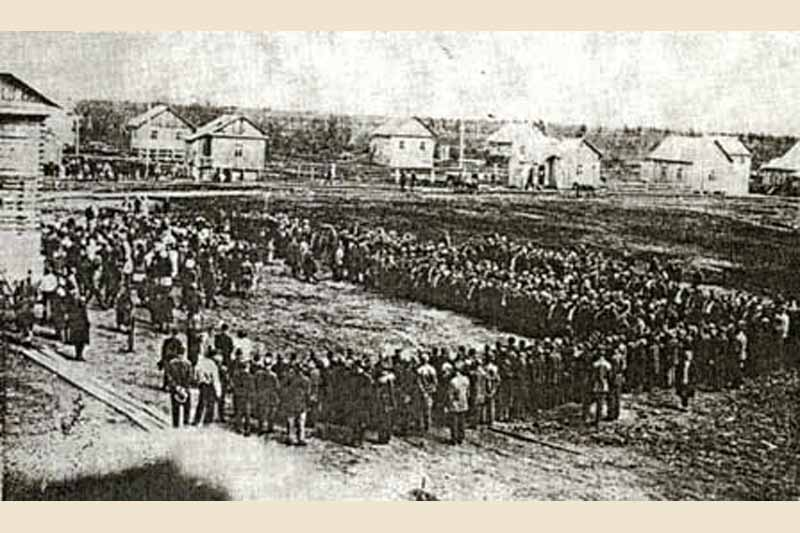
Veduta del campo di lavoro correttivo Jagrinskij, nei pressi di Severodvinsk

Nel 1930 gli ex Katorga, sotto Stalin, vennero ribattezzati in "Gulag" e vennero ristrutturate le attrezzature di detenzione; ciò comportò un sensibile miglioramento delle condizioni dei detenuti, testimoniato dal drastico abbassamento del tasso di mortalità (da una media del 13,9% nel periodo zarista a una del 4,4% nel periodo sovietico).
Vi erano due tipologie principali di campi del Gulag: i campi speciali VČK (Večeka; in russo особые лагеря ВЧК?, Osobye lagerja VČK) e i campi di lavoro forzato (in russo лагеря принудительных работ?, lagerja prinuditel'nych rabot). Questi venivano eretti per varie categorie di persone considerate pericolose per lo Stato: criminali comuni, funzionari accusati di sabotaggio e malversazione, nemici politici e dissidenti, nonché ex nobili, borghesi e grandi proprietari terrieri, in generale "elementi che non contribuivano alla dittatura del proletariato". In particolare, già dal 1929 le distinzioni giuridiche tra criminali e prigionieri politici vennero eliminate e il controllo dell'intero sistema penale sovietico andò nelle mani dell'OGPU.
Il bisogno di risorse naturali in rapido incremento e le esigenze di un programma accelerato di industrializzazione alimentarono la domanda di lavoro a basso costo. Si diffusero denunce, arresti a quota, esecuzioni sommarie e attività di polizia segreta. Le opportunità più ampie per una facile, talora automatica, condanna dei "criminali" vennero fornite dall'articolo 58 del codice penale della Repubblica Federale Socialista Sovietica di Russia.

### La seconda guerra mondiale
Durante la seconda guerra mondiale la popolazione dei campi di concentramento diminuì significativamente a causa della "liberazione di massa" di centinaia di migliaia di prigionieri, arruolati di forza in reparti di disciplina e inviati direttamente al fronte. Durante il conflitto, inoltre, migliaia di polacchi ed abitanti delle altre terre invase ed annesse dall'Unione Sovietica sulla base del patto Molotov-Ribbentrop con la Germania nazista vennero arrestati ed inviati nel Gulag. La maggior parte degli ufficiali polacchi catturati vennero o uccisi (vedi massacro di Katyn') o inviati nel Gulag. Dei 10-12.000 polacchi deportati a Kolyma, soprattutto prigionieri di guerra, solo 583 uomini sopravvissero. Dopo la guerra, il numero di internati nei campi di prigionia e nelle colonie crebbe di nuovo rapidamente e raggiunse circa due milioni e mezzo di persone all'inizio degli anni cinquanta. Nel dopoguerra si contavano nel Gulag disertori, criminali, prigionieri di guerra, traditori accusati, a torto o a ragione, di "cooperazione col nemico". Vi fu spedito anche un ampio numero di civili dei territori sovietici caduti sotto l'occupazione straniera, come pure dai territori annessi all'Unione Sovietica dopo la guerra. Nel secondo dopoguerra una significativa parte dei reclusi fu costituita da tedeschi, polacchi, finlandesi, careliani, romeni, estoni, lettoni, lituani e altri prigionieri di guerra appartenenti a paesi occupati dall'Armata Rossa.

### Le "purghe" staliniane
Con le grandi purghe dello stalinismo, tra il 1937 e il 1953 i reclusi crebbero in modo esponenziale. Oltre a politici, militari, scienziati, esponenti della cultura e antifascisti italiani rifugiati in URSS, perfino le mogli di altissimi esponenti del regime come Vjačeslav Molotov e Aleksandr Poskrëbyšev finirono nel Gulag.
Con la morte di Stalin nel 1953 si assistette ad un'accelerazione del processo di smantellamento del sistema Gulag e venne messo in atto un programma di amnistia, scarcerando coloro che dovevano trascorrere al massimo cinque anni. Pertanto furono liberati soprattutto i condannati per reati comuni. Il rilascio dei prigionieri politici iniziò nel 1954.
Due anni dopo, durante il XX Congresso del PCUS, il nuovo leader sovietico Nikita Chruščëv pronunciò il suo famoso "discorso segreto", nel quale attribuiva al defunto Stalin una lunga serie di colpe, sostenendo che:
(Nikita Chruščëv)
Tra le accuse spiccano la gestione della carestia ucraina del 1933 e le grandi purghe dei primi anni '30, addossate in totalità a Stalin (omettendo le responsabilità anche e soprattutto di Ežov, di cui oggi si sa esserne stato il pianificatore e l'esecutore); spicca anche l'associazione del Gulag alla figura di Stalin, tant'è che alcune testate occidentali arrivarono a identificare Stalin come l'inventore dei campi di lavoro russi.
Nel suo discorso, Chruščëv rivelò che "Stalin aveva commesso gravi perversioni dei principi di partito" e innescato la "repressione più crudele", inventando il concetto di "nemico del popolo".
Nel suo "discorso segreto" - che non fu pubblicato in Unione Sovietica fino al 1989 - disse che Iosif Stalin aveva "praticato la violenza brutale, non solo verso tutto ciò che gli si opponeva, ma anche verso ciò che sembrava, al suo carattere capriccioso e dispotico, contrario ai suoi concetti". Il nuovo leader del PCUS nascose però, come mostrarono dopo gli archivi del Politburo, che aveva chiesto il permesso di sparare o incarcerare circa 70.000 persone quando era capo del partito ucraino alla fine degli anni '30.
La durezza delle accuse unita alla mancanza di fonti, l'omissione di fatti documentati e la debolezza della tesi di partenza sorpresero e insospettirono la popolazione sovietica (va infatti segnalato che, al 2019, secondo un sondaggio, il 70% della popolazione valuta Stalin positivamente); al contrario, le accuse di Chruščëv furono accolte come veritiere ed enfatizzate dalla stampa occidentale. Recentemente storici e studiosi stanno cercando di ricostruire le repressioni del periodo staliniano, andando a indagare anche sulle motivazioni che spinsero Chruščëv ad attaccare Stalin e come questo fu di fatto un assist alla propaganda anti-sovietica.

### Soppressione e sviluppi seguenti

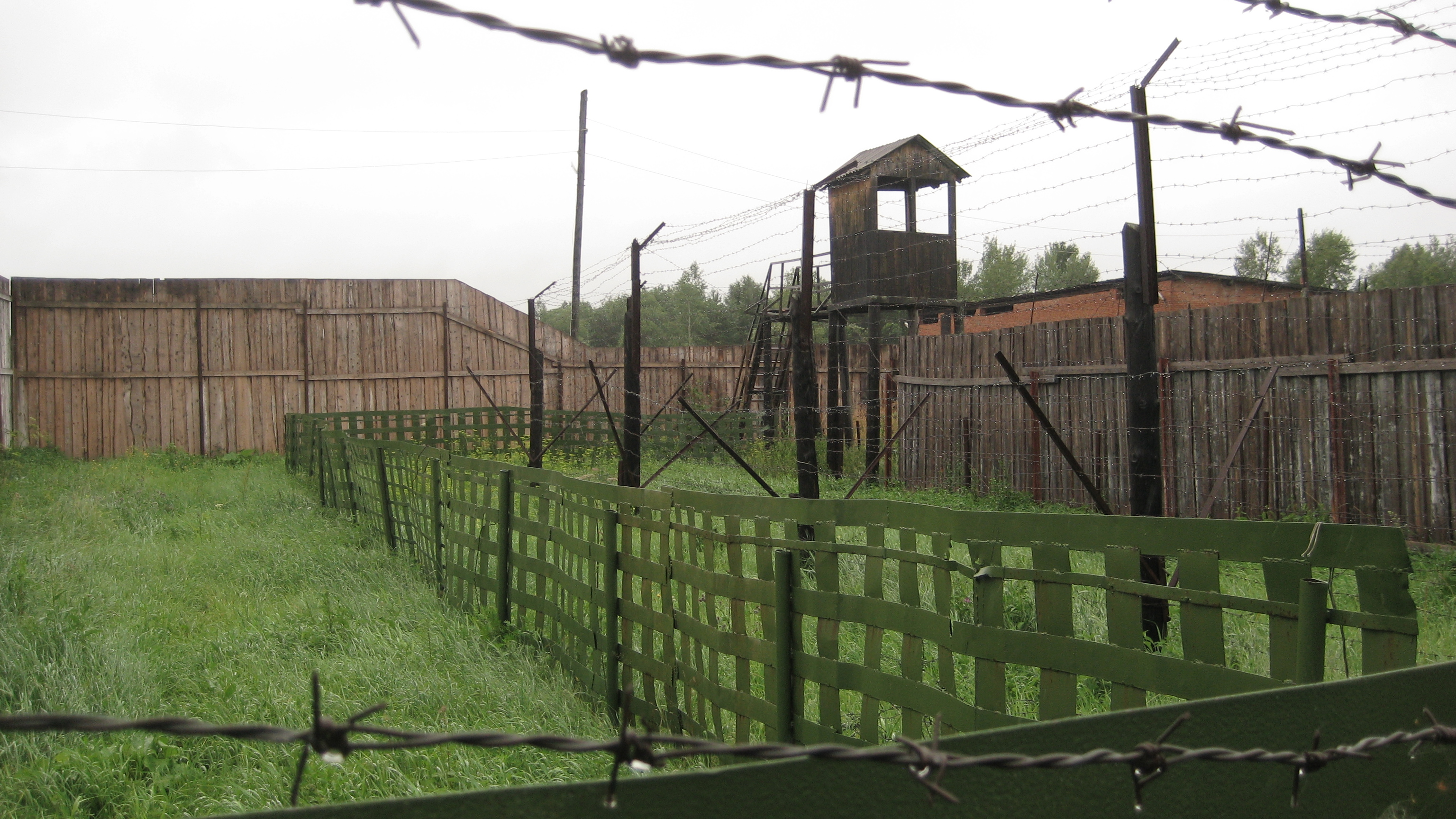
Resti del gulag Perm'-36, conservati come museo della repressione politica

Ufficialmente il sistema Gulag fu soppresso dall'ordinanza numero 20 del 25 gennaio 1960 del Ministero degli affari interni sovietico, ma continuarono ad esistere colonie di lavoro forzato per prigionieri politici e criminali, oltre a una rete di ospedali psichiatrici per dissidenti denominati psichuška dove si praticava la psichiatria punitiva. I detenuti "politici" considerati pericolosi continuarono a essere tenuti in uno dei campi più famosi, "Perm-36", fino al 1987, quando fu chiuso.
Nel novembre 1991 il nuovo parlamento russo, la Duma, emanò la "Dichiarazione dei diritti e delle libertà dell'individuo" che garantì, in punto di principio, tra le altre libertà, il diritto di dissentire dal governo, rimasto formalmente in vigore almeno fino al 2022, e de jure garantito dalla Costituzione della Federazione Russa.
I gulag furono sostituiti da un sistema di carceri e "colonie penali correttive" (in russo ispravitelnaya koloniya, in sigla IK, campi di lavoro ma in forma e dimensione ridotta, a volte situati in luoghi remoti nei pressi dei vecchi gulag) senza differenza tra criminali comuni e detenuti politici, in cui vengono inviati con poche eccezioni tutti i condannati senza condizionale con pene superiori a sei mesi. I detenuti non furono più impiegati in lavori massacranti come miniere, cave, costruzione di ferrovie o taglio di legname, ma sostanzialmente nell'industria di sartoria per uniformi militari e di polizia, in lavori per la prigione, come operai in fabbrica o in lavori agricoli, e, pur permanendo condizioni di sfruttamento lavorativo e condizioni dure con una mortalità ridotta dovuta principalmente alle malattie diffuse, cominciarono a ricevere un basso salario.
Questo sistema è rimasto in vigore, tra i paesi post-sovietici, massicciamente solo in Russia e Bielorussia, e in parte in Kazakistan, Uzbekistan, Kirghizistan e Tagikistan, e in forma meno dura in alcune carceri di minima sicurezza dell'Ucraina.

## Descrizione

### Terminologia

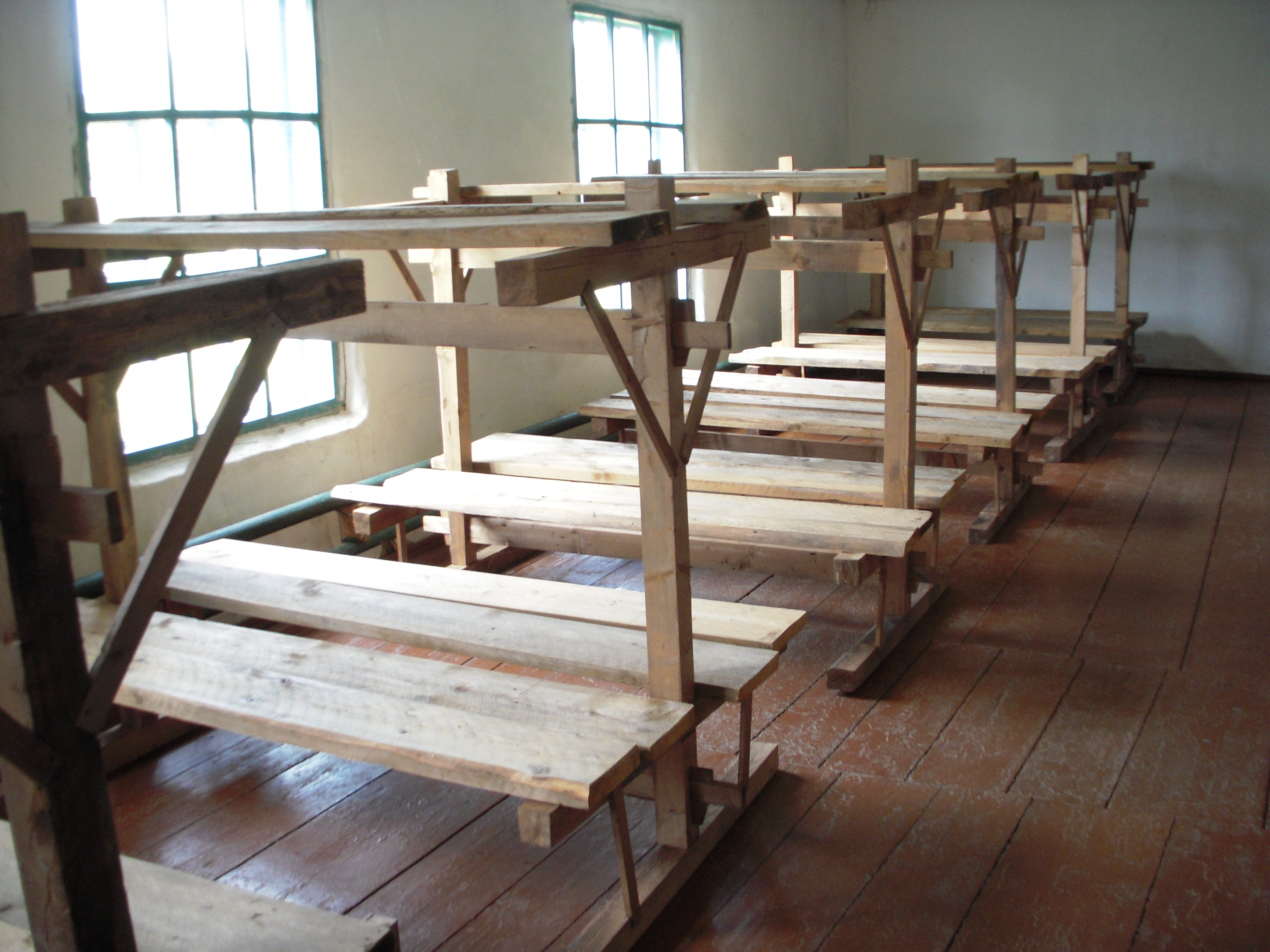
Ricostruzione dei dormitori del gulag Perm'-36, nei pressi della città omonima

Nel corso degli anni furono coniati diversi acronimi per gli istituti di direzione. Dopo l'iniziale creazione del Gulag nel 1926, man mano le varie organizzazioni confluirono al suo interno sotto il controllo dell'NKVD. Dal 7 aprile 1930 i documenti ufficiali adottarono il termine ispravitel'no-trudovye lagerja (ITL), che sostituì l'espressione konclager (campo di concentramento), in seguito alle minacce di boicottaggio delle merci sovietiche mosse dalla Gran Bretagna e dagli USA.
- GULag - Glavnoe upravlenie lagerej (Direzione generale dei lager)
- GUITK - Glavnoe upravlenie ispravitel'no-trudovych kolonij (Direzione generale delle colonie di rieducazione attraverso il lavoro)
- GUITU - Glavnye upravlenija ispravitel'no-trudovych učreždenij (Direzioni generali degli istituti di rieducazione attraverso il lavoro)
- UITU - Upravlenija ispravitel'no-trudovych učreždenij (Direzioni degli istituti di rieducazione attraverso il lavoro)
- GULŽDS - Glavnoe upravlenie lagerej železnodorožnogo stroitel'stva (Direzione generale dei lager per le costruzioni ferroviarie)
- GUMZ - Glavnoe upravlenie mest zaključenija (Direzione generale dei luoghi di reclusione)
- GUPR - Glavnoe upravlenie prinuditel'nych rabot (Direzione generale dei lavori forzati)

Taluni autori chiamano Gulag tutte le prigioni e i campi sparsi durante la storia sovietica (1917 – 1991). Inoltre, l'uso moderno del termine spesso non ha correlazione con l'URSS: per esempio in espressioni come "gulag nordcoreani" (vedi Kwalliso), "gulag cinesi" (vedi Laogai), o "il gulag privato dell'America". È degno di nota che l'acronimo originale russo, mai al plurale, descriveva non un singolo campo, ma l'amministrazione incaricata dell'intero sistema dei campi nel suo complesso.
In occidente, il termine Gulag era ampiamente diffuso sui giornali fin dagli anni quaranta e, in contesti più limitati, dagli anni trenta. Dagli anni venti nei testi italiani erano usati i termini campo di concentramento o campo di lavoro forzato; negli anni quaranta, per la notorietà dei campi nazisti, si è affiancato il termine tedesco Lager (col significato di "campo di concentramento") per indicare anche i campi sovietici; negli anni settanta la risonanza del libro Arcipelago Gulag di Aleksandr Solženicyn portò ad usare il termine Gulag per indicare i campi (invece che l'organismo amministrativo), ma nella traduzione italiana del libro i campi sono sempre chiamati Lager. Nella letteratura italiana, la traduzione del significato dell'acronimo non è unanime: in Arcipelago Gulag (1974-75-78) si trova "Direzione generale dei Lager", mentre in Fra i deportati dell'U.R.S.S. (1939) è indicato "Direzione generale dei Campi di Concentramento". Il termine Gulag non era spesso usato in russo, né ufficialmente né colloquialmente; i termini predominanti erano campi (лагеря, "lagerya") e zona (зона, "zona"), solitamente al singolare, per indicare il sistema dei campi di lavoro e i singoli campi. Il termine ufficiale, "campo di lavoro correzionale", fu proposto per l'uso ufficiale dal Politburo del Partito Comunista dell'Unione Sovietica nella sessione del 27 luglio 1929.
Un nome colloquiale per un incarcerato in un Gulag sovietico era "zeka", "zek". In russo "incarcerato" si dice "заключённый", zaključënnyj, di solito abbreviato in 'з/к', pronuncia 'зэка' (zèka), trasformato gradualmente in 'зэк' e in 'зек'. Il termine è ancora usato colloquialmente senza alcuna connessione coi campi di lavoro. 'З/к' era in principio la sigla di "заключённый каналостроитель", "zaključënnyj kanalostroitel'" (scavatore di canali incarcerato), traendo origine dalla forza lavoro schiava del canale Volga-Don. Quindi il termine passò a indicare semplicemente "zaključënnyj".
Questi termini, in particolar modo zek per indicare il detenuto, e zona come sinonimo di carcere, sono ancora utilizzati nel gergo carcerario russo, in particolare da ex internati dei gulag.

### Varietà

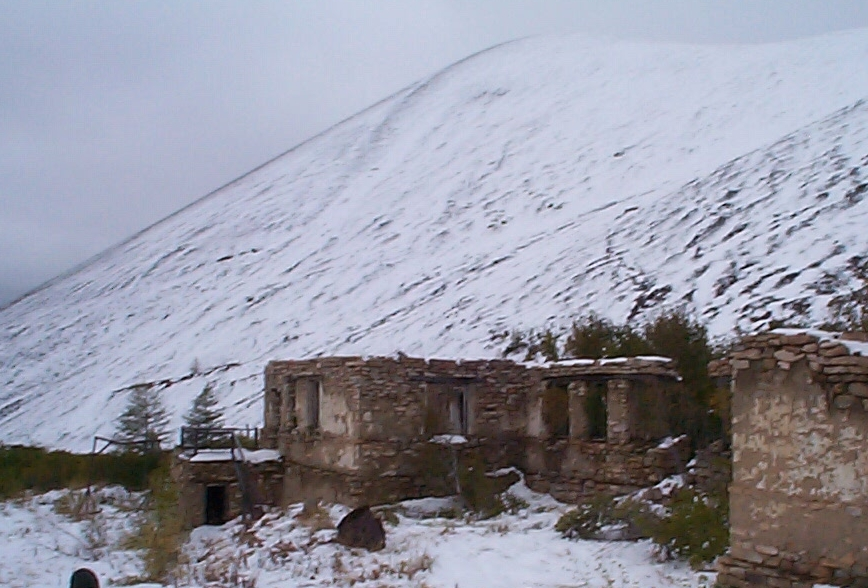
Miniera di Butugycheg

In aggiunta alla categoria più comune di campi nei quali si praticavano lavoro fisico pesante e vari tipi di detenzione, esistevano anche altre forme.
- Un tipo singolare di lager detti šaraška (шарашка, luogo d'ozio) erano in realtà laboratori di ricerca dove gli scienziati arrestati, alcuni dei quali eminenti, venivano riuniti per sviluppare in segreto nuove tecnologie e ricerche di base. In una šaraška, dove aveva scontato alcuni anni di prigionia, Solženicyn ha ambientato il romanzo Il primo cerchio.
- Psichuška (психушка) significa "manicomio", in cui si veniva reclusi per il trattamento medico forzato mediante imprigionamento psichiatrico, utilizzato al posto del campo di lavoro al fine di isolare ed esaurire psichicamente i prigionieri politici. Questa pratica divenne comunissima dopo lo smantellamento ufficiale del sistema del Gulag. Vedi Vladimir Bukovsky, Petro Grygorenko.
- Campi o zone speciali per fanciulli (in russo малолетки?, maloletki, "piccoli d'età"), per disabili (a Spassk[non chiaro]) e per madri con neonati (in russo мамки?, mamki). Queste categorie erano considerate improduttive e spesso soggette a molti abusi.
- Campi per "mogli di traditori della Patria" (esisteva una categoria particolare di repressi: "Membri della famiglia dei traditori della Patria" (in russo ЧСИР, член семьи изменника Родины?).
- Sotto la supervisione di Lavrentij Beria, a capo tanto della NKVD (precursore del KGB) che del programma sovietico per la bomba atomica fino alla sua destituzione nel 1953, migliaia di zek furono usati per estrarre minerale di uranio e preparare attrezzature per i test di Novaja Zemlja, nell'isola di Vajgač e a Semipalatinsk, tra gli altri luoghi. Esistono documenti sull'uso di prigionieri nei primi test nucleari (il primo fu condotto a Semipaltinsk nel 1949) per decontaminare aree radioattive e sottomarini nucleari.
- Avraham Shifrin definisce "campi di sterminio" 43 campi dell'Unione Sovietica nei quali i prigionieri furono "forzati a lavorare in condizioni pericolose e insane responsabili di una morte certa".[43] L'autore identifica tre tipi di campi: 1) campi dai quali nessuno uscì vivo (miniere di uranio e impianti di arricchimento); 2) campi di lavoro pericoloso per l'industria bellica (impianti nucleari ad alto rischio); 3) campi di lavoro pericoloso, responsabile di disabilità e malattie fatali (impianti senza ventilazione)[43]
- Nuovi katorga: campi estremamente duri di epoca stalinista inizialmente usati per ex collaborazionisti nazisti
- Mappa dei campi di lavoro forzato, su memo.ru.

### Geografia

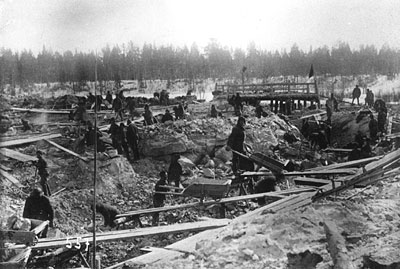
Prigionieri impiegati nella costruzione del Belomorkanal

I campi erano inizialmente ubicati in luoghi ritenuti idonei a facilitare l'isolamento dei prigionieri. I monasteri remoti erano di frequente riutilizzati come siti. Il sito nelle isole Solovki nel Mar Bianco fu uno dei primi e più degni di menzione ed ebbe origine subito dopo la Rivoluzione, nel 1918. Il nome con cui quelle isole sono comunemente note, "Solovki", entrò nella lingua comune come simbolo di campo di lavoro in generale. Veniva presentato al mondo come un esempio del modo sovietico di "rieducazione del nemico di classe" e della sua reintegrazione nella società sovietica per mezzo del lavoro. In principio, i rinchiusi, la maggior parte dei quali apparteneva all'intellighenzia russa, godevano di relativa libertà (nei limiti dei confini naturali delle isole). Si pubblicavano quotidiani e periodici locali e si praticò anche qualche ricerca scientifica (si coltivò un giardino botanico, poi scomparso; il filosofo e mistico russo Pavel Aleksandrovič Florenskij fu uno degli scienziati maggiormente impegnati nelle ricerche sul gelo perpetuo). Ma alla fine esso fu trasformato in un lager ordinario; in effetti alcuni storici ritengono che Solovki fosse un prototipo dei lager.
Dando importanza ai lager come mezzo per concentrare forza lavoro a basso prezzo, si costruirono, quindi, nuovi campi in tutta la sfera d'influenza sovietica, ovunque la convenienza economica ne dettasse la costruzione (o si volesse specificamente approfittarne, come per costruire il canale Mar Bianco-Mar Baltico o la ferrovia Baikal-Amur), tenendo anche conto dei rifornimenti dalle grandi città. Parti della metropolitana di Mosca e dei campus dell'Università statale di Mosca furono costruiti da lavoratori forzati. Molti altri progetti durante la rapida industrializzazione degli anni trenta, durante la seconda guerra mondiale e dopo furono compiuti gravando sulle spalle dei condannati e l'attività del Gulag si estese in ampi settori dell'industria sovietica.
La maggior parte dei campi era situata in aree ultraremote della Siberia nordorientale (i raggruppamenti più conosciuti erano il Sevvostlag (Campi nordorientali) lungo il fiume Kolyma e il Norillag (vicino a Noril'sk) e nelle zone sudorientali dell'URSS, principalmente nelle steppe del Kazakistan (Luglag, Steplag, Peschanlag), o all'estremo nord (Vorkuta).
Si trattava di vaste regioni disabitate, senza collegamenti (in effetti, la costruzione delle strade era assegnata ai detenuti dei campi specializzati in ferrovie) o fonti di sostentamento, ma ricche di minerali ed altre risorse naturali (come il legname). Comunque, se ne trovavano in tutta l'Unione Sovietica, compresa la parte europea della Russia, la Bielorussia, l'Ucraina. Esistevano anche numerosi campi situati all'esterno dell'URSS, in Cecoslovacchia, Ungheria, Polonia, Mongolia, ma pur sempre sotto il controllo diretto dell'amministrazione centrale Gulag.
L'area lungo il fiume Indigirka era conosciuta col nome di Gulag dentro il Gulag. Nel villaggio di Ojmjakon (Оймякон) si registrò la temperatura record di −71,2 °C.

## Internati e morti

### Numero di prigionieri

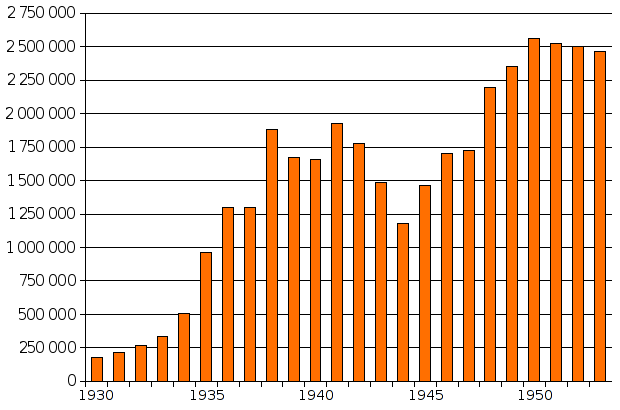
L'evoluzione del numero dei detenuti nel Gulag (1930-1953)

Il numero di prigionieri crebbe ogni anno abbastanza gradualmente dal 1930 (176.000) al 1934 (510.307), e poi più rapidamente fino all'impennata del 1938 legata alle purghe (1.881.570), per diminuire durante la seconda guerra mondiale a causa dei reclutamenti nell'esercito (1.179.819 nel 1944). Dal 1945 tornò a crescere fino al 1950, raggiungendo il valore massimo (oltre 2.500.000), che rimase pressappoco costante fino al 1953.
Tra il 1934 e il 1953, il 20%-40% della popolazione del sistema Gulag in ogni anno è stata rilasciata.
Complessivamente furono 18 milioni i detenuti nel Gulag.
| 1930 | 179.000 | 1936 | 1.296.494 | 1942 | 1.777.043 | 1948 | 2.199.535 |
| 1931 | 212.000 | 1937 | 1.196.369 | 1943 | 1.484.182 | 1949 | 2.356.685 |
| 1932 | 268.700 | 1938 | 1.881.570 | 1944 | 1.179.819 | 1950 | 2.561.351 |
| 1933 | 334.300 | 1939 | 1.672.438 | 1945 | 1.460.677 | 1951 | 2.525.146 |
| 1934 | 510.307 | 1940 | 1.659.992 | 1946 | 1.703.095 | 1952 | 2.504.514 |
| 1935 | 965.742 | 1941 | 1.929.729 | 1947 | 1.721.543 | 1953 | 2.468.524 |

### Morti

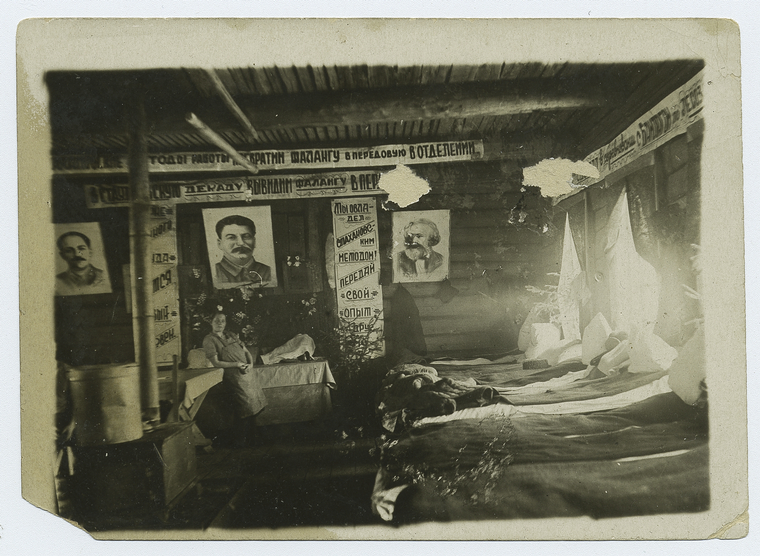
Interno del dormitorio di un campo del Gulag

Prima dello scioglimento dell'Unione Sovietica, le stime delle vittime del Gulag variavano da 2,3 a 17,6 milioni e si stimava che la mortalità nel periodo 1934-40 fosse 4-6 volte superiore a quella media dell'Unione Sovietica. Gli studi post-1991 effettuati degli storici, che hanno potuto accedere alla documentazione d'archivio, hanno ridotto considerevolmente questa stima.
Secondo uno studio del 1993 sui dati archivistici sovietici, un totale di 1.053.829 persone morirono nel Gulag dal 1934 al 1953.
Tenendo conto del fatto che era prassi comune liberare i prigionieri che soffrivano di malattie incurabili o prossimi alla morte, secondo Steven Rosefielde e Stephen Wheatcroft, un'analisi statistica combinando la mortalità nei campi e la mortalità causata dai campi suggerisce una cifra di circa 1,6 milioni di deceduti.
Una cifra totale diversa è stimata da Anatolij Višnevskij, secondo cui il numero di coloro che morirono in prigione nel 1930-1953 è di almeno 1,76 milioni, di cui circa la metà tra il 1941 e il 1943 a seguito dell'invasione tedesca. Se si includono le morti dei prigionieri provenienti dai campi di lavoro e insediamenti speciali, il bilancio delle vittime secondo J. Otto Pohl sale a 2.749.163, sebbene lo stesso storico sottolinei che è incompleto e non copra tutte le categorie dei prigionieri per ogni anno considerato nel suo studio.
Nel suo recente studio, Golfo Alexopoulos ha posto in discussione queste cifre, includendo nel numero dei morti quelli la cui vita fu abbreviata a causa delle condizioni di vita nel Gulag.
Alexopoulos conclude dalle sue ricerche che una pratica sistematica del Gulag consistette nel liberare i prigionieri malati in punto di morte e che tutti i prigionieri che ricevettero una classificazione sanitaria come "invalido", adatto a un "lavoro fisico leggero" o a "lavoro individualizzato leggero" o con "problemi fisici", che nel loro assieme, secondo Alexopoulos, includevano almeno un terzo di tutti i detenuti che sono passati attraverso il Gulag, sono morti o le loro vite furono ridotte a causa della detenzione nel Gulag durante la cattività o poco dopo il loro rilascio. La mortalità nel Gulag stimata in questo modo arriva alla cifra di 6 milioni di morti. Lo storico Orlando Figes e lo scrittore russo Vadim Erlikman hanno ipotizzato stime simili. La stima di Alexopoulos tuttavia ha evidenti difficoltà metodologiche, essendo supportato da errata interpretazione di evidenza, come presumere che l'indicazione nel 1948 di centinaia di migliaia di prigionieri "diretti verso altri luoghi di detenzione" fosse un eufemismo per indicare il rilascio di prigionieri sull'orlo della morte in colonie di lavoro, quando si riferirebbe realmente al loro trasporto interno nel sistema del Gulag, piuttosto che alla loro liberazione.
Il consenso storico provvisorio tra i ricercatori e gli storici archivistici che accedono ai dati è quello di 18 milioni di persone che passarono nel sistema del Gulag dal 1930 al 1953; di questi una cifra di almeno tra 1,5 e 1,7 milioni morirono come conseguenza della loro detenzione, per quanto alcuni storici ritengano che il bilancio delle vittime sia "leggermente superiore".

#### Tasso di mortalità
Certificati di morte nel sistema Gulag per il periodo che va dal 1930 al 1956, secondo i documenti del politico sovietico e Commissario per la riabilitazione delle vittime delle repressioni politiche nella Russia post-sovietica Aleksandr Nikolaevič Jakovlev.
| Anno   | Morti     | Tasso di mortalità (%) |
| ------ | --------- | ---------------------- |
| 1930   | 7 980     | 4,2                    |
| 1931   | 7 283     | 2,9                    |
| 1932   | 13 197    | 4,8                    |
| 1933   | 67 297    | 15,3                   |
| 1934   | 25 187    | 4,28                   |
| 1935   | 31 636    | 2,75                   |
| 1936   | 24 993    | 2,11                   |
| 1937   | 31 056    | 2,42                   |
| 1938   | 108 654   | 5,35                   |
| 1939   | 44 750    | 3,1                    |
| 1940   | 41 275    | 2,72                   |
| 1941   | 115 484   | 6,1                    |
| 1942   | 352 560   | 24,9                   |
| 1943   | 267 826   | 22,4                   |
| 1944   | 114 481   | 9,2                    |
| 1945   | 81 917    | 5,95                   |
| 1946   | 30 715    | 2,2                    |
| 1947   | 66 830    | 3,59                   |
| 1948   | 50 659    | 2,28                   |
| 1949   | 29 350    | 1,21                   |
| 1950   | 24 511    | 0,95                   |
| 1951   | 22 466    | 0,92                   |
| 1952   | 20 643    | 0,84                   |
| 1953   | 9 628     | 0,67                   |
| 1954   | 8 358     | 0,69                   |
| 1955   | 4 842     | 0,53                   |
| 1956   | 3 164     | 0,4                    |
| Totale | 1 606 748 |                        |

### Condizioni di vita

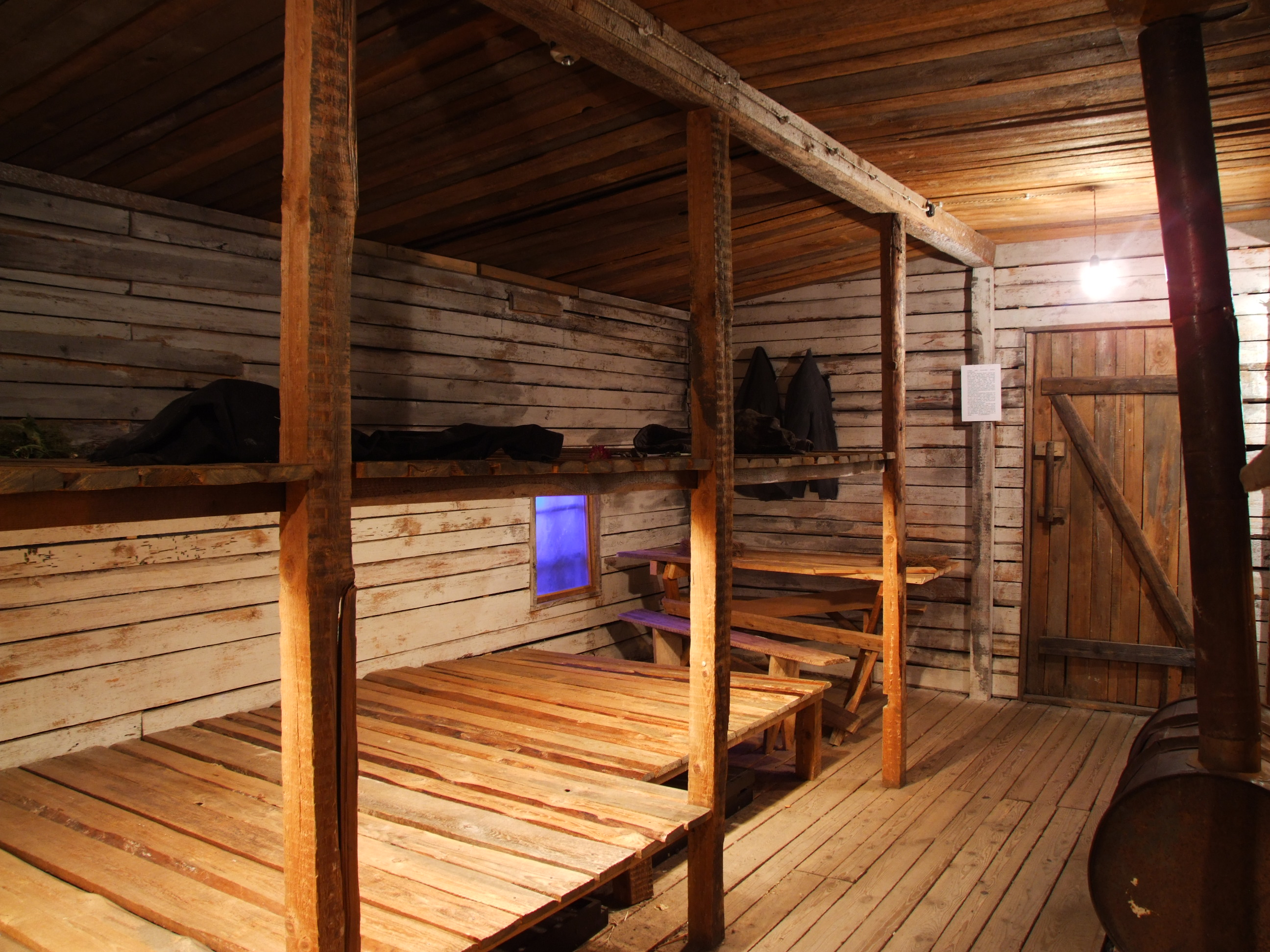
Ricostruzione dell'interno di una baracca di un gulag, presente nel Museo dell'occupazione della Lettonia

Il taglio e trasporto del legname e il lavoro in miniera erano le attività più comuni e più dure. In una miniera la quota di produzione "pro capite" poteva raggiungere i 13.000 chili di minerale al giorno. Mancare la quota significava ricevere minori razioni di sostentamento, un ciclo che di solito causava conseguenze fatali, passando attraverso la spossatezza e la "devitalizzazione". Un uomo in queste condizioni era soprannominato "dochodjaga" (доходяга), traducibile approssimativamente con "spacciato".
I detenuti erano spesso costretti a lavorare in condizioni disumane. A dispetto del clima duro, i detenuti spesso non erano adeguatamente vestiti e nutriti, erano trattati medicalmente in modo appena sufficiente, né veniva loro fornito alcun mezzo per combattere l'avitaminosi che conduceva a malattie come lo scorbuto o sindromi quali la cecità notturna. Il valore nutrizionale di una razione minima giornaliera era intorno alle 1.200 kilocalorie (di molto inferiore al fabbisogno medio di apporto energetico giornaliero per qualsiasi fascia d'età), principalmente da pane (distribuito in base al peso e chiamato "пайка", pajka).

### Colonizzazione
Documenti di stato sovietici dimostrano che tra i fini del Gulag c'era la colonizzazione di aree remote scarsamente popolate. A questo scopo fu introdotta la nozione di "libero insediamento".
Trascorsa la maggior parte della durata della pena, chi si era comportato bene poteva essere rilasciato per un "libero insediamento" (in russo вольное поселение?, vol'noe poselenie) esterno al campo. Costoro erano conosciuti come "liberamente insediati" (in russo вольнопоселенцы?, vol'noposelency, da non confondere col termine in russo ссыльнопоселенцы?, ssyl'noposelency, "insediati in esilio"). Inoltre, si raccomandava l'assegnazione al "libero insediamento" di coloro che avevano trascorso l'intero termine di carcerazione, ma ai quali era negata la libera scelta del luogo di residenza, e si assegnava loro un appezzamento di terra non distante dal luogo di confino.
Anche questo servizio fu un'eredità del sistema del katorga.

### La vita dopo la scadenza della detenzione
Agli ex detenuti in un campo o in prigione era proibita una vasta gamma di occupazioni. L'occultamento di un precedente imprigionamento era un reato processabile. Gli ex-detenuti politici erano un fastidio per il "Primo Dipartimento", terminali della polizia segreta in tutte le imprese ed istituzioni, in quanto dovevano essere tenuti sotto controllo.
Molti rilasciati non potevano stabilirsi a meno di cento chilometri dalle grandi città.
Dopo lunghi periodi di detenzione, molti avevano perduto le precedenti capacità lavorative e i contatti sociali. Pertanto, dopo la liberazione finale, molti di loro decidevano volontariamente di diventare (o restare) "liberamente insediati". Vi sono casi in cui i "liberamente insediati" riuscirono quasi a tornare ad una vita normale; matrimoni, figli e compleanni sono presenti all'interno dei campi. Le stesse sentinelle favorivano questi momenti di festa ed i prigionieri venivano fatti passare nelle vicinanze per puro divertimento di alcuni militari.
Ad ogni modo la decisione di rimanere nel campo era influenzata anche dalla coscienza delle restrizioni che li attendevano in ogni altro posto. 
Un esempio furono quei detenuti del Norillag che si stabilirono insieme ai coloni liberi nella città di Norilsk che avevano costruito.
Allorché molti ex-prigionieri liberati furono reimprigionati durante l'ondata di arresti che iniziò nel 1947, ciò accadde soprattutto a coloro che avevano scelto di ritornare nei pressi della loro vecchia residenza, 
più che a quelli che si erano "liberamente stabiliti" nei pressi dei campi.

## Influenza

### Cultura

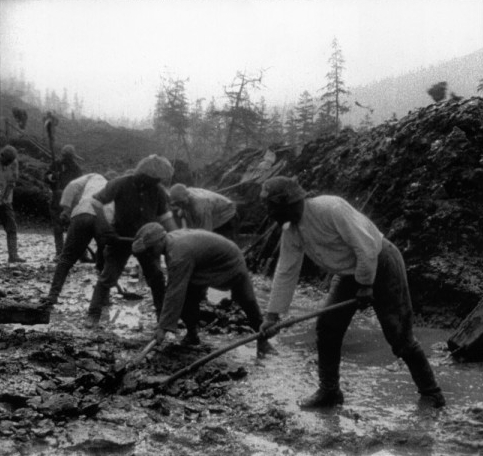
Costruzione di un ponte sul fiume Kolyma

Essendo stati in funzione per quasi quarant'anni ed avendo coinvolto molti milioni di persone, l'impatto dei lager sull'immaginario comune è stato enorme.
Il libro Arcipelago Gulag di Aleksandr Solženicyn, Nobel per la letteratura, poi esiliato dall'URSS, pubblicato negli anni settanta, è il lavoro più noto sull'uso del Gulag come strumento di repressione governativa su larga scala. L'opera di Solženicyn segnò, dopo una lunga serie di testimonianze, il momento di massima denuncia del Gulag, seguita da poche altre.
Nel 1920 fu pubblicato il primo libro (Prisoner of Trotsky's di A. Kalpašnikov) e decine di altre testimonianze furono pubblicate negli anni venti, anche in italiano. Nel 1999 in Italia venne pubblicato da Einaudi I racconti di Kolyma di Varlam Tichonovič Šalamov, una raccolta letteraria divisa in sei sezioni, che esplorava con asciutta lucidità l'atroce realtà del lager sovietico. Ne I racconti di Kolyma si ripercorre la lunga detenzione dell'autore, durata circa diciassette anni, dove emerge con forza il ruolo del contesto nel determinare i comportamenti più efferati e la capacità, nonostante tutto, dell'uomo di andare avanti, giorno dopo giorno, anche, paradossalmente, grazie all'obnubilazione della mente a causa dell'assoluta scarsità di cibo e alle condizioni climatiche inumane.
Condizioni in grado di "sospendere" una percezione realistica di sé: «con quale facilità l'uomo può dimenticare di essere un uomo» e rinunciare alla sottile pellicola della civiltà, se posto in condizioni di vita estreme (I racconti di Kolyma, introduzione). L'opera di Šalamov (che ha richiesto all'autore circa 20 anni per la sua stesura) esplora con impressionante lucidità il rapporto tra l'uomo, la natura e il senso della vita, restituendo dei campi un'immagine agghiacciante, per via delle vicende vissute dai detenuti e per gli incredibili livelli di sofferenza esperiti. 
«Il lager è una scuola negativa per chiunque, dal primo all'ultimo giorno [...] L'uomo non deve vederlo. Ma se lo vede, deve dire la verità, per quanto terribile sia. Per parte mia, ho deciso che dedicherò tutto il resto della mia vita proprio a questa verità», scrisse Šalamov a Solženicyn nei primi anni sessanta.
Alla fine degli anni venti la conoscenza dell'argomento in Occidente era piuttosto diffusa in seguito alla letteratura e a numerosi articoli comparsi sulla stampa tedesca, francese, britannica e americana. Descrizioni dettagliate dei primi campi delle isole Soloveckij e delle condizioni di maltrattamento e tortura dei prigionieri comparvero nel 1926 (Island hell di S. A. Mal'sagov) e nel 1927 (Un bagne in Russie rouge di Raymond Duguet). La Società britannica contro lo schiavismo indisse un'indagine sugli abusi sui prigionieri ed un senatore francese scrisse un articolo molto citato basato sulle testimonianze dei rifugiati. Nel 1936 furono molto popolari i libri di Ivan Solonevič (tradotti in una decina di lingue, in italiano nel 1939, furono fra i primi ad introdurre in Occidente il termine Gulag), tanto che i servizi segreti sovietici assassinarono la moglie e il figlio dell'autore. Nel 1938 Luigi Barzini pubblicò L'impero del lavoro forzato (ed. Hoepli). Nel 1941 l'opera di Kajetan Klug, pubblicata a Berlino (Die grosste Sklaverei der Weltgrdchichte), stimò in 15 milioni la popolazione del Gulag e, nel 1947, David J. Dallin e Boris I. Nikolaevskij descrissero la storia dettagliata dei campi in Forced labour in Soviet Russia (tradotto nel 1949 in Il lavoro forzato nella Russia sovietica, ed. Jandi Sapi), stimando la popolazione in 10 milioni.

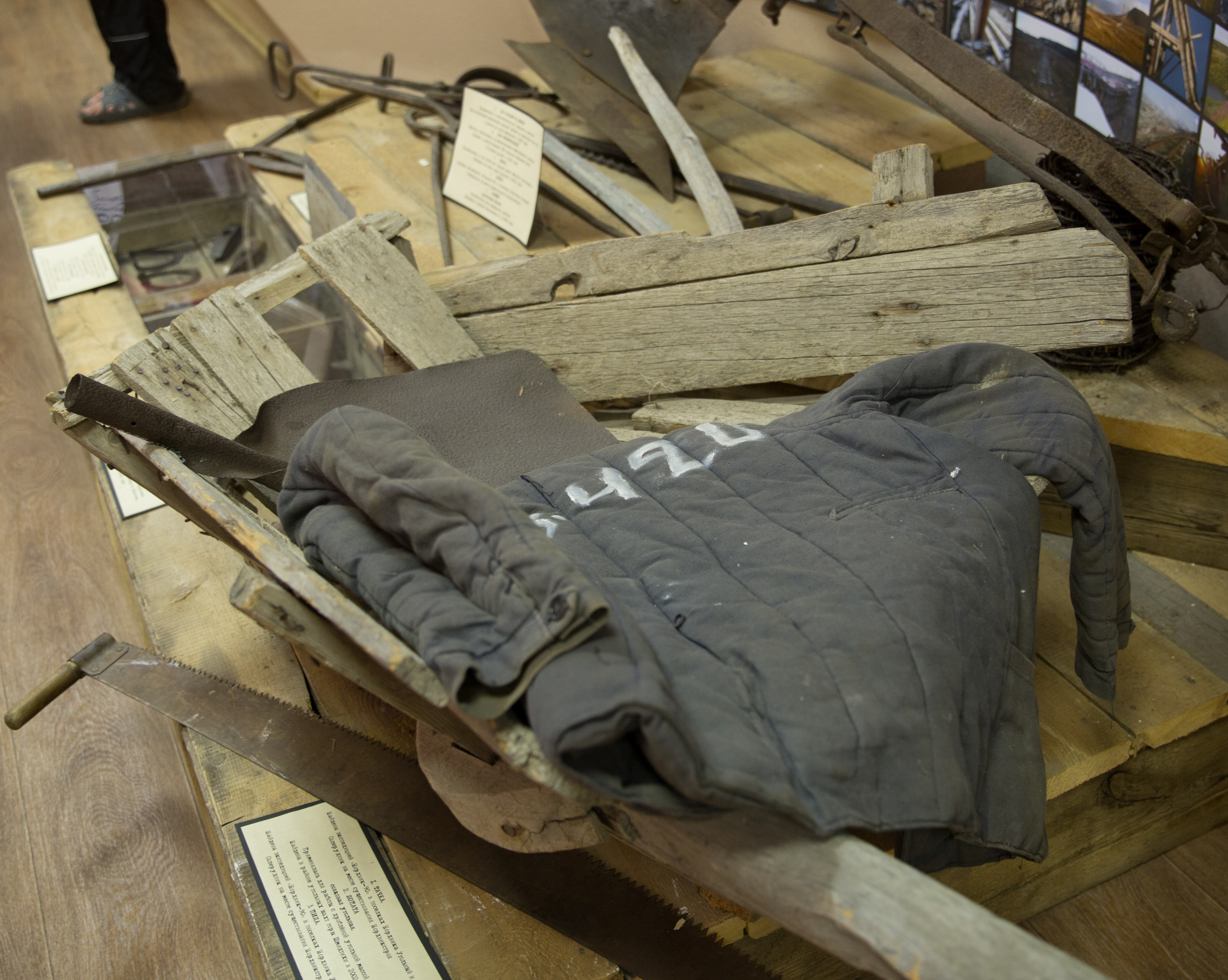
Tenuta da lavoro del gulag di Norillag, nei pressi di Noril'sk

Nella seconda metà degli anni quaranta grande risonanza ebbero il libro Ho scelto la libertà (venduto in milioni di copie in oltre dieci lingue) di Viktor Andreevič Kravčenko e il processo che l'autore vinse contro il settimanale del partito comunista francese Les Lettres Françaises che lo calunniò, in cui testimoniarono numerosi ex prigionieri dei campi (fra i quali Margarete Buber Neumann); diverse testimonianze furono raccolte dall'autore nel successivo Sto con la giustizia insieme alla storia del processo. Kravčenko morì in circostanze poco chiare, forse assassinato dal KGB. Nel 1950 Isaac Don Levine pubblicò la prima mappa dei campi. David Rousset, anch'egli vincitore in un processo per diffamazione contro il suddetto settimanale, si avvalse di diversi testimoni ed ottenne l'istituzione della Commission Internationale contre le regime concentrationaire (Commissione Internazionale contro il regime concentrazionario), che nel 1951 pubblicò il risultato delle sue ricerche ne Le livre blanc sur le camps concentrationnaires sovietiques (Il libro bianco sui campi di concentramento sovietici) e svolse analoghe ricerche e pubblicazioni sui campi cinesi.
Il campi sono diventati un argomento di grande influenza nel pensiero russo contemporaneo ed una parte importante del moderno folklore russo. Molte canzoni di cantautori, specialmente Aleksandr Galich e Vladimir Semënovič Vysockij, descrivono la vita dei lager, benché nessuno dei due ne sia stato prigioniero.
Le memorie di Aleksandr Solženicyn, Varlam Šalamov, Evgenia Ginzburg, Gustaw Herling, tra gli altri, sono diventate un simbolo di sfida alla società sovietica. Gli scritti, specie quelli di Solženicyn, hanno severamente rimproverato il popolo sovietico per la sua tolleranza ed apatia nei confronti dei campi di concentramento, ma al contempo hanno fornito una testimonianza del coraggio e della risolutezza di coloro che vi furono imprigionati.

## Personaggi
Figure di spicco che vissero l'internamento in un Gulag furono:
- Iosif Aleksandrovič Brodskij, poeta, Nobel per la letteratura (confino in una fattoria agricola)
- Vladimir Bukovsky, scrittore e attivista, internato in campi e ospedali psichiatrici
- Margarete Buber-Neumann, comunista tedesca
- Józef Czapski, scrittore e pittore polacco
- Julij Daniel
- Pavel Aleksandrovič Florenskij, filosofo e religioso
- Aleksandr Ginzburg
- Evgenija Ginzburg
- Petro Grygorovič Grygorenko
- Vasilij Semënovič Grossman
- Gustaw Herling-Grudziński, scrittore e giornalista polacco, genero di Benedetto Croce
- Evfrosinija Antonovna Kersnovskaja, aristocratica, scrittrice e illustratrice
- Sergej Adamovič Kovalëv, attivista, tra i fondatori di Memorial
- Nadežda Jakovlevna Mandel'štam, scrittrice
- Osip Ėmil'evič Mandel'štam, poeta
- Anatolij Marčenko
- Jurij Orlov
- Sergej Pavlovič Korolëv, scienziato, padre del programma spaziale sovietico
- Andrej Sacharov, fisico, Nobel per la pace, in ospedale psichiatrico
- Aleksandr Isaevič Solženicyn, scrittore, Nobel per la letteratura
- Varlam Tichonovič Šalamov, scrittore
- Anna Szyszko-Grzywacz, partigiana polacca dell'Armia Krajowa

Gli italiani:
- Roberto Anderson
- Vincenzo Baccalà
- Maria Pia Piccioni
- Dante Corneli
- Emilio Guarnaschelli
- Nella Masutti
- Edmondo Peluso

## Filmografia
- Una giornata di Ivan Denisovič, di Caspar Wrede (Norvegia/Regno Unito, 1971)
- Gulag 77, di Roger Young (USA, 1984)
- Mosca addio, di Mauro Bolognini (Italia, 1986)
- Sta’ fermo, muori e resuscita, di Vitalij Kanevskij (Francia, 1989)
- Zateryannyy v Sibiri (Lost in Siberia), di Aleksandr Mitta (URSS/Regno Unito, 1991)
- Sole ingannatore di Nikita Mikhalkov (Russia/Francia, 1994)
- Est-ovest - Amore-libertà, di Régis Wargnier (Francia, 1999)
- Barak, di Valerij Ogorodnikov (Russia, 1999)
- As Far as My Feet Will Carry Me, di Hardy Martins (Germania, 2001)
- I Am David, di Paul Feig (USA, 2003)
- Viaggio nella vertigine (Within the Whirlwind), di Marleen Gorris (Germania/Polonia, 2009)
- The Way Back, regia di Peter Weir (USA, 2010)
- Kray, di Alexei Uchitel (Russia, 2010)
- My Way di Kang Je-gyu (Corea del Sud, 2011)
- Ausgerechnet Sibirien (Lost in Siberia), di Ralf Huettner (Germania/Russia, 2012)

### In Italiano
- La Ceka - Il terrore bolscevico: Socialisti rivoluzionari russi profughi in Europa, la Promotrice, 1923.
- Boris Cederholm, Tre anni nel paese delle concessioni e della Ceka 1923-1926, S.A.C.E.M., 1929.
- Ante Ciliga, Siberia. Dieci anni dietro il sipario di ferro, Casini, 1936.
- Ivan Solonevič, Fra i deportati dell'U.R.S.S., Fratelli Bocca, 1939  [1936].
- Ivan Solonevič, La fuga dal paradiso sovietico, Fratelli Bocca, 1936.
- Paolo Zappa, Gli evasi dall'inferno rosso, Corbaccio, 1937.
- Julia De Beausobre, Non poter morire, Bompiani, 1941.
- Silvestro Mora (Kazimierz Zamorski) e Stanisław Starzewski, Giustizia sovietica, Magi Spinetti, 1945.
- AAVV, L'altra faccia della luna, Longanesi, 1948. Raccolta di testimonianze di prigionieri polacchi.
- Margarete Buber Neumann, Prigioniera di Stalin e Hitler, Il Mulino, 2005  [1949], ISBN 88-15-04683-6.
- Valentin Gonzalez (El Campesino), Vita e morte nell'URSS, Garzanti, 1953  [1950].
- Elinor Lipper, 11 anni nelle prigioni e nei campi di concentramento sovietici, La nuova Italia, 1950.
- Helmut M. Fehling, Russia: prigione senza ritorno, Salani, 1953.
- Zbigniew Stypulkowski, Invito a Mosca, Opere nuove, 1954.
- Rawicz Slavomir, La lunga marcia, Rizzoli, 1957.
- Gustaw Herling, Un mondo a parte, 1958.
- Pietro Leoni, "Spia del vaticano!", Cinque lune, 1959.
- József Lengyel, Sortilegio. Un comunista deportato nei campi di concentramento di Stalin, Ferro, 1961.
- József Lengyel, Dal principio alla fine, Ferro, 1963.
- Aleksandr Solženicyn, Un giorno nella vita di Ivan Denisovič, Garzanti, 1963.
- Paolo Robotti, La Prova, Leonardo, 1965.
- Raffaele Pirone, Ricordi di Russia 1902 - 1920, Ed. Paoline, 1966.
- Evgenia Semionovna Ginzburg, Viaggio nella vertigine, Mondadori, 1967.
- Anatolij Marčenko, I confortevoli lager del compagno Brezhnev. La mia testimonianza., Rusconi, 1969.
- Ekaterina Olitskaja, Memorie di una socialrivoluzionaria, Garzanti, 1971.
- Eduard Kuznecov, Senza di me. Diario di un campo di concentramento sovietico. (1970-71), Longanesi, 1972.
- Andrej Donatovič Sinjavskij, Una voce dal coro, Garzanti, 1974  [1973].
- Aleksandr Solženicyn, Arcipelago Gulag, Mondadori, 1974  [1973], ISBN 88-04-48767-4.
- George Saunders, Samizdat: cronaca di una nuova vita nell'URSS, Edizioni Russia Cristiana, 1975  [1974].
- Varlam Tichonovič Šalamov, I racconti di Kolyma, Einaudi, 1999  [1976], ISBN 88-06-17734-6.
- Dante Corneli, Il redivivo tiburtino, La Pietra, 1977, ISBN 88-8270-027-5.
- Karlo Stajner, 7000 giorni in Siberia, Tullio Pironti, 1985.
- Natan Šaranskij, Non temere alcun male - I miei nove anni nel lager di Brezhnev, Sperling & Kupfer, 1988, ISBN 8820008041.
- Tat'jana Ščipkova, L'impossibile perdono. Cronaca da un lager femminile, La casa di Matriona, 1990.
- Emilio Guarnaschelli, Una piccola pietra, Marsilio, 1998, ISBN 88-317-6943-X.
- Giancarlo Lehner e Francesco Bigazzi, La tragedia dei comunisti italiani. Le vittime del PCI in Unione Sovietica, Mondadori, 1999, ISBN 88-04-45882-8.
- Pavel Aleksandrovič Florenskij, "Non dimenticatemi". Le lettere dal Gulag del grande matematico, filosofo e sacerdote russo, Mondadori, 2000.
- Juanusz Bardach e Kathleen Gleeson, L'uomo del Gulag, Il Saggiatore, 2001, ISBN 88-428-0828-8.
- Antonio Costa e Enrica Zini, La fede e il martirio. P. Pietro Leoni: un missionario italiano nell'inferno dei Gulag, Il Cerchio, 2001, ISBN 88-86583-98-2.
- Sandra Kalniete, Scarpette da ballo nelle nevi di Siberia, Scheiwiller, 2001, ISBN 88-7644-445-9.
- Jacques Rossi, Com'era bella questa utopia. Cronache dal Gulag, Marsilio, 2003, ISBN 88-317-7926-5.
- Maria Ioffe, Una lunga notte. Memorie di rivoluzionari contro Stalin, Prospettiva, 2005, ISBN 88-8022-111-6.
- Elena Dundovich e Francesca Gori, Italiani nei lager di Stalin, Laterza, 2006, ISBN 88-420-7926-X.
- Nina Lugovskaja, Il diario di Nina, Sperling & Kupfer, 2006, ISBN 88-7684-808-8.
- Anna Szyszko-Grzywacz e Luca Bernardini (a cura di), La mia vita nel Gulag. Memorie da Vorkuta 1945-1956, Guerini e Associati in coll. Memorial Italia.

### Prigionieri italiani della campagna di Russia
- Enrico Fanciulli, In terra di Russia. Ricordi di un prigioniero, Il Maglio, 1947.
- Franco Serio, La steppa accusa, La prora, 1948.
- Gabriele Gherardini, La vita si ferma. Prigionieri italiani nei lager russi, Mursia, 1948.
  -  Morire giorno per giorno. Gli italiani nei campi di prigionia dell'URSS, 1966.
- Agostino Bonadeo, Sangue sul Don, Rozza di Corbella, 1948.
- Fabio Fabietti, Redivivo. Quattro anni di prigionia nella Russia sovietica, Garzanti, 1949.
- Giovanni Brevi, Russia 1942-1953, Garzanti, 1955.
- Enrico Reginato, Dodici anni di prigionia nell'Urss, Garzanti, 1955.
- Armando Odenigo, Prigioni moscovite, Cappelli, 1955.
- Pietro Alagiani, Le mie prigioni nel paradiso sovietico, Edizioni Paoline, 1956.
- Alberto Massa Gallucci, No! 12 anni prigioniero in Russia, Cacciari, 1958.
- Ruggero Y. Quintavalle, Un soldato racconta. Diario di un reduce dalla prigionia sovietica, Athena, 1960.
  -  'Ital'janskij davaj! Dalla Siberia all'Asia centrale, 1988.
- Nuto Revelli, La strada del "Davai", Einaudi, 1966.
- Guido Maurilio Turla, Sette rubli per il cappellano, Longanesi, 1970.
- Carlo Silva, Vengo dalla siberia. Diario di prigionia, Bietti, 1973.
- Fidia Gambetti, Né vivi né morti. Guerra e prigionia dell'ARMIR in Russia 1942- 1945, Mursia, 1973.
- Settimo Malisardi, Presente alle bandiere, APE, 1976.
- Donato Guglielmi, Attendimi. Diario di un medico prigioniero in Russia, Elpis, 1982.
- Diego Cadeddu, La storia non si ferma, IUANUA, 1984.
- Carlo Vincentini, Noi soli vivi, Cavallotti, 1986.
- Ernesto Barbieri, La mia guerra in Russia, Lugo Walberti, 1986.
- Mario Giannone, La tentazione di un prete. Ricordi di prigionia, edizioni Vocazioniste, 1987.
- Giulio Bedeschi, Prigionia: c'ero anch'io, Mursia, 1992.
- Nikolaj Tereščenko, L'uomo che torturò i prigionieri di guerra italiani, Vangelista, 1994.
- Corrado Bertoldi, La mia prigionia nei lager della Russia di Stalin, Tielle Sequals, 2001.
- Lelio Zoccai, Prigioniero in Russia. Un Guastatore Alpino nei lager sovietici, Mursia, 2004.
- Dante Carnevale, Dimenticati all'inferno. Un carabiniere nei lager sovietici 1942-1946, Mursia, 2009, ISBN 88-425-4035-8.
- Ada Caruso Trombetti, Prigioniero di guerra, Fornaca, 2009, ISBN 978-88-95163-17-8.
- Vincenzo Di Michele, Io, prigioniero in Russia, La Stampa, 2010.

### In Inglese
- Andrew Kalpašnikov, Prisoner of Trotsky's, Garden City, 1920.
- International Committee for Political Prisoners, Letters from Russian prisons, Albert & Charles Boni, 1925.
- S. A. Mal'sagov, An island Hell: A Soviet prison in the Far North, A. M. Philpot, 1926.
- Tatiana Černavina, Escape from the Soviets, E. P. Dutton & Co, 1933.
- Out of the deep: letters from Soviet timber camps, Londra, 1933.
- George Kitchin, Prisoner of the OGPU, Longmans, 1935.
- Vladimir Černavin, I speak for the silent prisoners of the Soviets, Hamish Hamilton, 1935.
- Olga Dmitrievna, Red gaols, Burns Oates & washbourne, 1935.
- Lilian T. Mowrer, Arrest and exile, W. Morrow & Co, 1941.
- Elma Dangerfield, Beyond the Urals, British League for European Freedom, 1946.
- Jerzy Gliksman, Tell the West…an account of his experiences as a slave laborer, Gresham press, 1948.
- Józef Czapski, La terra inumana [Na nieludzkiej ziemi], a cura di Andrea Ceccherelli, collana Collezione Biblioteca Adelphi, traduzione di Tullia Villanova, Milano, Adelphi, 2023  [1948], ISBN 978-88-4593-752-1.
- Jean Rounault, Nightmare, 1949.
- Vladimir Petrov, It happens in Russia: seven years of forced labour in the Siberia goldfields, Eyre 1 Spottiswoods, 1951.
- Nicholas Prychodko, One of the fifteen million, Little Brown, 1952.
- Conspiracy of silence, Alexander Weissberg, Hamilton, 1952.
- Geoffrey Lias, I survived, Evans, 1954.
- C. A. Smith, Escape from paradise, 1954.
- Otto Larsen, Nightmare of the innocents, Mimrose, 1955.
- Elizabeth Lermolo, Face of a victim, Harper, 1955.
- W.E.B. Piddington, Russian frenzy, Elete Books, 1955.
- Josef M. Bauer, As far as my feet will carry me, Carroll & Graf, 1955, ISBN 0-7867-1207-4.
- W. Claudius, A Soviet Isolator, St.Anthony's Colledge, 1956.
- Menachem Begin, White nights. The story of a prisoner in Russia, Macdonald, 1957.
- I was a slave in Russia, John H. Noble, Devin Adair Company, 1958.
- G. Fittkau, My thirty-third year: a priest's experience in a Russian work camp, 1958.
- U. Parvilahti, Beria's gardens. A 10 Years' Captivity in Russia and Siberia, Hutchinson, 1959.
- Barbara Armona, Leave your tears in Moscow, 1961.
- Aleksander Thomsen, In the name of humanity, Longmans, 1963.
- R. Rupert, A hidden world, Cleveland, World Publications, 1963.
- Walter J. Ciszek, With God in Russia, McGraw Hill, 1964.
- Joseph Stanley Wnukowski, Sun without warmth, Veritas Foundation, 1966.
- E. Wallach, Light at Midnight, Doubleday, 1967.
- Y. A. Gilbon, Confess! Confess! Eight years in soviet prisons, Little Brown, 1968.
- Anatolij Marčenko, My testimony, Pall Mall, 1969.
- Joseph Berger, The Shipwreck of a Generation, Hartville, 1971.
- Michael Solomon, Magadan, 1971.
- Galina von Meck, As I remember them, D. Dobson, 1972.
- Michael Wurmbrand, Christ or the red flag, Hodder & Stoughton, 1972.
- Alexander Dolgun, Alexander Dolgun's story: an American in the Gulag, Random House, 1975.
- H. Celmina, Women in the Gulag and in soviet prisons, Paragon, 1975.
- Edward Buca, Vorkuta, Constable, 1976.
- Tommaso Sgovio, Dear America! The odissey of an american communist youth who miraculously survived the harsh labor campis ok Kolyma, Partner's press, 1979.
- Lev Zinov'evič Kopelev, Ease my sorrows, Random House, 1983.
- S. Rosenberg, A soviet odyssey, Oxford University Press, 1988.
- Irina Ratušinskaja, Grey is the color of of hope, Alfred A. Knopf, 1988.
- Till my tale is told: women's memoirs of the Gulag, Indiana University Press, 1989.
- Feliks Lachman, I was a Gulag prisoner (1939-1942), Caldra House, 1991.
- Karl Tobien, Dancing under the Red Star: the extraordinary story of Margaret Werner..., WaterBrook, 2006, ISBN 1400070783.

### In Francese
- Raymond Duguet, Un bagne in Russie rouge, 1927.
- Jurij Bessonov, Mes 26 prisons et mon évasion de Solovki, 1928.
- Bagne rouge. Souvenirs d'une prisonnière aux pays des Soviets, Juvisy, 1935.
- Francisque Bornet, Je reviens de Russie, Plon, 1947.
- Antoni Ekart, Echappé de Russie, Hachette, 1949.
- Jean Rounault, Mon ami Vassia, Sulliver, 1949.
- Joseph Scholmer, La grève de Vorkuta, Amiot-Dumont, 1954.
- Wilhelm Starlinger, Limites de la puissance soviétique, Spes, 1956.
- Etienne Caubet, Rescapé, Del Duca, 1958.
- Dumitru Nimigeanu, Inseminarile unui taran deportat din Bucovina, Fundatia regala universitara Carol I, 1958.
- Jean Nicolas, Onze ans au paradis, Paris, Fayard, 1958.
- A. Sentaurens, Dix-sept ans dans les camps soviétiques, Gallimard, 1963.
- Aleksandr V. Gorbatov, Les années de ma vie. Un général soviétique dans les camps de Staline, Stock, 1966.
- József Lengyel, Le Pain amer, Denoel, 1966.
- Pierre Alagiani, Ni la mort ni la vie, 1973.
- Eduard Kuznecov, Dnevniki, Les Editeurs Réunis, 1973.
- L. L. Kerber, En prison avec Tupolev, A. Michel, 1973.
- André Kanas, Kanas, Balland, 1976.
- Armand Maloumian, Les Fils du Goulag, Presses de la Cité, 1976.
- Eduard Kuznecov, Lettres de Mordovie, 1979.
- J. Cathala, Sans fleur ni fusil, A. Michel, 1982.
- P. Valat, Les sentiers de la nuit, J. C. Lattes, 1983.
- Vadim Delaunay, Pour cinq minutes de liberté, Robert Laffont, 1985.
- Georg Csikos, Katorga: un Européen dans les camps de la mort soviétiques, Seuil, 1986.
- W. Krasniewska e Barbara Skarga, Une absurde cruauté: témoignage d'une femme au Goulag, 2000.

Opere di Solženicyn, Shalamov e Ginzburg su Lib.ru (in russo)

### Saggistica
- Anne Applebaum, Gulag: A History, Doubleday, 2003, ISBN 0-7679-0056-1.
  -  Anne Applebaum, Gulag. Storia dei campi di concentramento sovietici, Milano, Mondadori, 2004, ISBN 88-04-55017-1.
- J. Arch Getty e Oleg V. Naumov, The Road to Terror: Stalin and the Self-Destruction of the Bolsheviks, 1932-1939, New Haven, Yale University Press, 1999, ISBN 0-300-07772-6.
- J. Arch Getty, G. T. Rittersporn e V. N. Zemskov, Victims of the Soviet Penal System in the Pre-war Years: a first approach on the basis of archival evidence, in American Historical Review, vol. 98, n. 4, 1993,  pp. 1017-1049, DOI:10.2307/2166597 (archiviato dall'url originale l'11 giugno 2008).
- Stephen G. Wheatcroft, Victims of Stalinism and the Soviet Secret Police: The Comparability and Reliability of the Archival Data - Not the Last Word (PDF), in Europe-Asia Studies, vol. 51, n. 2, 1999,  pp. 315-345.
- Jacques Rossi, Manuale del gulag. Dizionario storico, L'ancora del Mediterraneo, 2006, ISBN 88-8325-189-X.
- Oleg V. Chlevnjuk, Storia del Gulag: dalla collettivizzazione al Grande terrore, Torino, Einaudi, 2006, ISBN 88-06-17520-3.
- Tig Hague, Zone 22, Londra, Penguin Group, 2008, ISBN 978-0-7181-5356-4.
- Antonietta Tartagni, Pietro Leoni testimone di speranza nei gulag sovietici, in Il Nuovo Aeropago, n. 1-2, 2017,  pp. 77-82.
- ГУЛАГ (Главное управление лагерей). 1918–1960, su Фонд Александра Н. Яковлев (archiviato dall'url originale l'8 maggio 2020).
- Viktor Nikolaevič Zemskov, ГУЛАГ (историко-социологический аспект), in Социологические исследования, 6 e 7, 1991,  pp. 10-27 (n. 6) e 3-16 (n. 7).
- Paul Gregory e Valerij Lazarev (a cura di), The Economics of Forced Labour: The Soviet Gulag, Stanford, Hoover Institution Press, 2003, ISBN 0-8179-3942-3. URL consultato il 5 dicembre 2017 (archiviato dall'url originale il 6 marzo 2005).
- Stéphane Courtois, Il libro nero del comunismo. Crimini, terrore, repressione, Mondadori, 1998  [1997], ISBN 88-04-47330-4.
- (EN) Alan Barenberg e Emily D. Johnson (a cura di), Rethinking the Gulag: Identities, Sources, Legacies, Indiana University Press, 2022  [2022], ISBN 978-0253059611.

### Narrativa
- Martin Amis, La casa degli incontri, collana Collana Supercoralli, traduzione di Giovanna Granato, Torino, Einaudi, 2008  [2006], ISBN 978-88-061-9054-5.
- Herta Müller, L'altalena del respiro, collana Universale economica, traduzione di Margherita Carbonaro, Feltrinelli, 2012  [2009], ISBN 9788807723315.
- (EN) Martin Booth, The Industry Of Souls, Dewi Lewis Publishing, 1998, ISBN 0-312-26753-3.